# Morebilus fitton
Morebilus fitton är en spindelart som beskrevs av Norman I. Platnick 2002. Morebilus fitton ingår i släktet Morebilus och familjen Trochanteriidae.
Artens utbredningsområde är Sydaustralien. Inga underarter finns listade i Catalogue of Life.